# BNXT League 2021-2022
La BNXT League 2021-2022 è stata la 1ª edizione della BNXT League, la combinazione dei principali campionati di pallacanestro di Belgio e dei Paesi Bassi.
La stagione è iniziata il 19 settembre 2021, con la Supercoppa BNXT, dove i campioni belgi del Filou Ostenda hanno sfidato i campioni olandesi del ZZ Leiden.
Il ZZ Leiden ha vinto il primo titolo della stagione inaugurale. Mentre gli Heroes Den Bosch e il Basket Club Oostende sono diventati i campioni nazionali rispettivamente dei Paesi Bassi e del Belgio.

## Squadre partecipanti
Tutte e 22 le squadre provenienti dalla Pro Basketball League 2020-2021 e dalla FEB Eredivisie 2020-2021 ottennero un posto per partecipare alla competizione. Tuttavia la squadra olandese dei Almere Sailors si ritirò in agosto a causa di mancanza di risorse finanziarie.

## Regular season

### Paesi Bassi
Aggiornata al 2 aprile 2022.
| Pos. | Squadra          | G  | V  | P  | PF   | PS   | Dif  | P.ti |                              |
| ---- | ---------------- | -- | -- | -- | ---- | ---- | ---- | ---- | ---------------------------- |
| 1.   | Heroes Den Bosch | 20 | 18 | 2  | 1764 | 1399 | +365 | 38   | Qualificate all'Elite Gold   |
| 2.   | Leida            | 20 | 17 | 3  | 1749 | 1331 | +418 | 37   | Qualificate all'Elite Gold   |
| 3.   | Donar Groningen  | 20 | 14 | 6  | 1510 | 1271 | +239 | 34   | Qualificate all'Elite Gold   |
| 4.   | Landst. Hammers  | 20 | 14 | 6  | 1612 | 1433 | +179 | 34   | Qualificate all'Elite Gold   |
| 5.   | Feyenoord        | 20 | 10 | 10 | 1549 | 1564 | -15  | 30   | Qualificate all'Elite Gold   |
| 6.   | Aris Leeuwarden  | 20 | 9  | 11 | 1586 | 1630 | -44  | 29   | Qualificate all'Elite Silver |
| 7.   | Yoast United     | 20 | 8  | 12 | 1622 | 1681 | -59  | 28   | Qualificate all'Elite Silver |
| 8.   | Apollo Amsterdam | 20 | 7  | 13 | 1346 | 1574 | −228 | 27   | Qualificate all'Elite Silver |
| 9.   | Den Helder Suns  | 20 | 6  | 14 | 1501 | 1698 | −197 | 26   | Qualificate all'Elite Silver |
| 10.  | BAL              | 20 | 6  | 14 | 1356 | 1556 | -200 | 26   | Qualificate all'Elite Silver |
| 11.  | The Hague Royals | 20 | 1  | 19 | 1275 | 1733 | −458 | 21   | Qualificate all'Elite Silver |

### Belgio
Aggiornata al 2 aprile 2022.
| Pos. | Squadra          | G  | V  | P  | PF   | PS   | Dif  | P.ti | SD |                              |
| ---- | ---------------- | -- | -- | -- | ---- | ---- | ---- | ---- | -- | ---------------------------- |
| 1.   | Ostenda          | 18 | 18 | 0  | 1625 | 1325 | +300 | 36   |    | Qualificate all'Elite Gold   |
| 2.   | Kang.s Mechelen  | 18 | 13 | 5  | 1529 | 1432 | +97  | 31   |    | Qualificate all'Elite Gold   |
| 3.   | Mons-Hainaut     | 18 | 12 | 6  | 1406 | 1383 | +23  | 30   |    | Qualificate all'Elite Gold   |
| 4.   | Anversa Giants   | 18 | 11 | 7  | 1527 | 1429 | +98  | 29   |    | Qualificate all'Elite Gold   |
| 5.   | Lovanio Bears    | 18 | 10 | 18 | 1391 | 1336 | +55  | 28   |    | Qualificate all'Elite Gold   |
| 6.   | Spirou Charleroi | 18 | 9  | 9  | 1396 | 1375 | +21  | 27   |    | Qualificate all'Elite Silver |
| 7.   | Limburg United   | 18 | 8  | 10 | 1414 | 1460 | -46  | 26   |    | Qualificate all'Elite Silver |
| 8.   | Okapi Aalstar    | 18 | 5  | 13 | 1338 | 1425 | −87  | 23   |    | Qualificate all'Elite Silver |
| 9.   | Brussels         | 18 | 2  | 16 | 1305 | 1537 | −232 | 20   | +7 | Qualificate all'Elite Silver |
| 10.  | Liegi            | 18 | 2  | 16 | 1339 | 1568 | -229 | 20   | -7 | Qualificate all'Elite Silver |

## Seconda fase

### Elite Gold
Aggiornata al 2 aprile 2022.
| Pos. | Squadra          | G  | V | P  | PF   | PS   | Dif  | P.ti |                                      |
| ---- | ---------------- | -- | - | -- | ---- | ---- | ---- | ---- | ------------------------------------ |
| 1.   | Ostenda          | 10 | 8 | 2  | 2460 | 2050 | +410 | 36   | Qualificate alle semifinali (BE)     |
| 2.   | Kang.s Mechelen  | 10 | 8 | 2  | 2292 | 2096 | +196 | 34   | Qualificate alle semifinali (BE)     |
| 3.   | Leida            | 10 | 6 | 4  | 2489 | 2053 | +436 | 33   | Qualificata alle semifinali (NL)     |
| 4.   | Lovanio Bears    | 10 | 8 | 2  | 2175 | 2031 | +144 | 32   | Qualificata ai quarti di finale (BE) |
| 5.   | Heroes Den Bosch | 10 | 4 | 6  | 2423 | 2132 | +291 | 31   | Qualificata alle semifinali (NL)     |
| 6.   | Anversa Giants   | 10 | 6 | 4  | 2393 | 2204 | +189 | 31   | Qualificata ai quarti di finale (BE) |
| 7.   | Donar Groningen  | 10 | 5 | 5  | 2206 | 2025 | +181 | 30   | Qualificata ai quarti di finale (NL) |
| 8.   | Mons-Hainaut     | 10 | 5 | 5  | 2200 | 2170 | +30  | 30   | Qualificata ai quarti di finale (BE) |
| 9.   | Landst. Hammers  | 10 | 0 | 10 | 2228 | 2230 | −2   | 25   | Qualificate ai quarti di finale (NL) |
| 10.  | Feyenoord        | 10 | 0 | 10 | 2085 | 2285 | -173 | 24   | Qualificate ai quarti di finale (NL) |

### Elite Silver
Aggiornata al 2 aprile 2022.
| Pos. | Squadra          | G  | V  | P  | PF   | PS   | Dif  | P.ti |                                      |
| ---- | ---------------- | -- | -- | -- | ---- | ---- | ---- | ---- | ------------------------------------ |
| 1.   | Spirou Charleroi | 10 | 10 | 0  | 2323 | 1994 | +329 | 34   | Qualificata ai quarti di finale (BE) |
| 2.   | Limburg United   | 10 | 8  | 2  | 2331 | 2216 | +115 | 31   | Qualificate ai playoff               |
| 3.   | Okapi Aalstar    | 10 | 9  | 1  | 2242 | 2060 | +182 | 31   | Qualificate ai playoff               |
| 4.   | Aris Leeuwarden  | 10 | 5  | 5  | 2318 | 2399 | -81  | 28   | Qualificata ai quarti di finale (NL) |
| 5.   | BAL              | 10 | 5  | 5  | 1994 | 2220 | -226 | 27   | Qualificate ai playoff               |
| 6.   | Brussels         | 10 | 7  | 3  | 2112 | 2264 | -152 | 27   | Qualificate ai playoff               |
| 7.   | Liegi            | 10 | 6  | 4  | 2160 | 2356 | -196 | 26   | Qualificate ai playoff               |
| 8.   | Yoast United     | 10 | 1  | 9  | 2253 | 2458 | -205 | 24   | Qualificate ai playoff               |
| 9.   | Apollo Amsterdam | 10 | 2  | 8  | 1991 | 2351 | −360 | 24   | Qualificate ai playoff               |
| 10.  | Den Helder Suns  | 10 | 2  | 8  | 2177 | 2538 | -361 | 24   | Qualificate ai playoff               |
| 11.  | The Hague Royals | 10 | 0  | 10 | 1846 | 2568 | -722 | 20   |                                      |

## Campionato olandese
I quarti di finale sono disputate al meglio delle 3 gare con il format (1-1-1), mentre le semifinali e la finale vengono giocate alla meglio delle 5 gare con il format (1-1-1-1-1).

### Tabellone
|  | Quarti di finale | Quarti di finale | Quarti di finale |                  |       | Semifinali | Semifinali | Semifinali |  |  | Finale | Finale | Finale |  |
|  |                  |                  |                  |                  |       |            |            |            |  |  |        |        |        |  |
|  |                  |                  |                  |                  |       | 1          | Leida      | 3          |  |  |        |        |        |  |
|  |                  |                  |                  |                  |       | 1          | Leida      | 3          |  |  |        |        |        |  |
|  |                  |                  |                  | Landst. Hammers  | 0     |            |            |            |  |  |        |        |        |  |
|  | 4                | Landst. Hammers  | 2                | Landst. Hammers  | 0     |            |            |            |  |  |        |        |        |  |
|  | 4                | Landst. Hammers  | 2                |                  |       |            |            |            |  |  |        |        |        |  |
|  | 5                | Feyenoord        | 0                |                  |       |            |            |            |  |  |        |        |        |  |
|  | 5                | Feyenoord        | 0                |                  | Leida | Leida      | 2          |            |  |  |        |        |        |  |
|  |                  |                  |                  |                  |       |            |            |            |  |  |        |        |        |  |
|  |                  |                  | Heroes Den Bosch | Heroes Den Bosch | 3     |            |            |            |  |  |        |        |        |  |
|  |                  |                  |                  | Heroes Den Bosch | 3     |            |            |            |  |  |        |        |        |  |
|  |                  |                  |                  |                  |       |            |            |            |  |  |        |        |        |  |
|  |                  |                  |                  |                  |       |            |            |            |  |  |        |        |        |  |
|  |                  | 2                | Heroes Den Bosch | 3                |       |            |            |            |  |  |        |        |        |  |
|  |                  |                  |                  | 3                |       |            |            |            |  |  |        |        |        |  |
|  |                  |                  |                  | Donar Groningen  | 0     |            |            |            |  |  |        |        |        |  |
|  | 3                | Donar Groningen  | 2                | Donar Groningen  | 0     |            |            |            |  |  |        |        |        |  |
|  | 3                | Donar Groningen  | 2                |                  |       |            |            |            |  |  |        |        |        |  |
|  | 6                | Aris Leeuwarden  | 1                |                  |       |            |            |            |  |  |        |        |        |  |

### Verdetti
| FEB Eredivisie 2021-2022    |
| --------------------------- |
| Heroes Den Bosch 17º titolo |

- MVP:  Thomas van der Mars

### Squadra vincitrice
|    | Naz.                                        | Ruolo | Sportivo                | Anno | Alt. | Peso |  |
| -- | ------------------------------------------- | ----- | ----------------------- | ---- | ---- | ---- |  |
| 2  | Paesi Bassi (bandiera)                      | G     | Boy van Vliet           | 1994 | 194  | 82   |  |
| 6  | Stati Uniti (bandiera)                      | AG    | Mike Carlson            | 1991 | 206  | 91   |  |
| 7  | Finlandia (bandiera)                        | P     | Edon Maxhuni            | 1998 | 188  | 84   |  |
| 8  | Paesi Bassi (bandiera)                      | G     | Sam Vianen              | 2002 | 195  |      |  |
| 9  | Marocco (bandiera) · Paesi Bassi (bandiera) | A     | Mohamed Kherrazi        | 1990 | 200  | 93   |  |
| 10 | Paesi Bassi (bandiera)                      | AP    | Keime Helfrich          | 1997 | 198  | 92   |  |
| 11 | Paesi Bassi (bandiera)                      | GA    | Shane Hammink           | 1994 | 201  | 95   |  |
| 21 | Paesi Bassi (bandiera)                      | C     | Thomas van der Mars     | 1990 | 209  | 107  |  |
| 23 | Regno Unito (bandiera)                      | G     | Dwayne Lautier-Ogunleye | 1996 | 193  | 95   |  |
| 24 | Paesi Bassi (bandiera)                      | C     | Florian Rijkers         | 2005 | 208  |      |  |
| 31 | Stati Uniti (bandiera)                      | PG    | Austin Price            | 1995 | 193  | 84   |  |
| 33 | Paesi Bassi (bandiera)                      | AC    | Morgan Stilma           | 2000 | 203  | 100  |  |
| 61 | Stati Uniti (bandiera)                      | A     | Clay Mounce             | 1998 | 201  |      |  |
| -  | Paesi Bassi (bandiera)                      | G     | Luuk Schellen           | 2003 | 190  |      |  |
| -  | Paesi Bassi (bandiera)                      | A     | Laurens van Heesch      | 2003 | 197  |      |  |
|    | Paesi Bassi (bandiera)                      | ALL   | Erik Braal              |      |      |      |  |

## Campionato belga
I quarti di finale sono disputate al meglio delle 3 gare con il format (1-1-1), mentre le semifinali e la finale vengono giocate alla meglio delle 5 gare con il format (1-1-1-1-1).

### Tabellone
|  | Quarti di finale | Quarti di finale | Quarti di finale |                 |         | Semifinali | Semifinali | Semifinali |  |  | Finale | Finale | Finale |  |
|  |                  |                  |                  |                 |         |            |            |            |  |  |        |        |        |  |
|  |                  |                  |                  |                 |         | 1          | Ostenda    | 3          |  |  |        |        |        |  |
|  |                  |                  |                  |                 |         | 1          | Ostenda    | 3          |  |  |        |        |        |  |
|  |                  |                  |                  | Mons-Hainaut    | 0       |            |            |            |  |  |        |        |        |  |
|  | 4                | Anversa Giants   | 1                | Mons-Hainaut    | 0       |            |            |            |  |  |        |        |        |  |
|  | 4                | Anversa Giants   | 1                |                 |         |            |            |            |  |  |        |        |        |  |
|  | 5                | Mons-Hainaut     | 2                |                 |         |            |            |            |  |  |        |        |        |  |
|  | 5                | Mons-Hainaut     | 2                |                 | Ostenda | Ostenda    | 3          |            |  |  |        |        |        |  |
|  |                  |                  |                  |                 |         |            |            |            |  |  |        |        |        |  |
|  |                  |                  | Kang.s Mechelen  | Kang.s Mechelen | 1       |            |            |            |  |  |        |        |        |  |
|  |                  |                  |                  | Kang.s Mechelen | 1       |            |            |            |  |  |        |        |        |  |
|  |                  |                  |                  |                 |         |            |            |            |  |  |        |        |        |  |
|  |                  |                  |                  |                 |         |            |            |            |  |  |        |        |        |  |
|  |                  | 2                | Kang.s Mechelen  | 3               |         |            |            |            |  |  |        |        |        |  |
|  |                  |                  |                  | 3               |         |            |            |            |  |  |        |        |        |  |
|  |                  |                  |                  | Lovanio Bears   | 2       |            |            |            |  |  |        |        |        |  |
|  | 3                | Lovanio Bears    | 2                | Lovanio Bears   | 2       |            |            |            |  |  |        |        |        |  |
|  | 3                | Lovanio Bears    | 2                |                 |         |            |            |            |  |  |        |        |        |  |
|  | 6                | Spirou Charleroi | 1                |                 |         |            |            |            |  |  |        |        |        |  |

### Verdetti
| Pro Basketball League 2021-2022 |
| ------------------------------- |
| Ostenda 23º titolo              |

- MVP:  Keye van der Vuurst de Vries

### Squadra vincitrice
|    | Naz.                   | Ruolo | Sportivo                     | Anno | Alt. | Peso |  |
| -- | ---------------------- | ----- | ---------------------------- | ---- | ---- | ---- |  |
| 1  | Stati Uniti (bandiera) | AP    | Demitrius Conger             | 1990 | 198  | 93   |  |
| 2  | Stati Uniti (bandiera) | GA    | Levi Randolph                | 1992 | 198  | 95   |  |
| 4  | Belgio (bandiera)      | G     | Simon Buysse                 | 1997 | 194  | 84   |  |
| 5  | Stati Uniti (bandiera) | P     | Phil Booth                   | 1995 | 188  | 86   |  |
| 6  | Paesi Bassi (bandiera) | P     | Keye van der Vuurst de Vries | 2001 | 188  | 85   |  |
| 9  | Belgio (bandiera)      | G     | Salim Kediambiko             | 2001 | 195  | 83   |  |
| 14 | Belgio (bandiera)      | AG    | Servaas Buysschaert          | 1999 | 204  | 100  |  |
| 16 | Belgio (bandiera)      | C     | Haris Bratanovic             | 2001 | 209  | 110  |  |
| 17 | Belgio (bandiera)      | AG    | Xander Pintelon              | 2003 | 208  | 81   |  |
| 18 | Finlandia (bandiera)   | AG    | Mikael Jantunen              | 2000 | 203  | 99   |  |
| 20 | Serbia (bandiera)      | PG    | Dušan Đorđević               | 1983 | 195  | 96   |  |
| 25 | Paesi Bassi (bandiera) | C     | Jesse Waleson                | 2001 | 211  | 96   |  |
| 30 | Belgio (bandiera)      | AG    | Pierre-Antoine Gillet        | 1991 | 206  | 105  |  |
| 35 | Ghana (bandiera)       | C     | Amida Brimah                 | 1994 | 208  | 104  |  |
| 89 | Belgio (bandiera)      | GA    | Olivier Troisfontaines       | 1989 | 196  | 86   |  |
| -  | Belgio (bandiera)      | C     | Maarten Vandenbossche        | 2003 | 208  |      |  |
| -  | Belgio (bandiera)      | P     | Matteo Verstraete            | 2003 | 194  | 82   |  |
|    | Belgio (bandiera)      | ALL   | Dario Gjergja                |      |      |      |  |

## Playoff
I quarti di finale si sono disputati in partite di andate ritorno mentre le Final Four (composte da semifinali e finale) si sono giocate al Saku Suurhall di Tallinn, in Estonia.

### Turno preliminare
| Squadra 1        | Totale  | Squadra 2           | Andata | Ritorno |
| ---------------- | ------- | ------------------- | ------ | ------- |
| Den Helder Suns  | 163-201 | Hubo Limburg United | 79-93  | 84-108  |
| RSW Liège Basket | 145–147 | Circus Brussels     | 65–72  | 80–75   |
| Yoast United     | 152–163 | BAL                 | 82–82  | 70–81   |
| Apollo Amsterdam | 128–179 | Okapi Aalstar       | 71–91  | 57–88   |

### Tabellone
| Primo turno      | Primo turno |  |  | Secondo turno   | Secondo turno |  |  | Terzo turno     | Terzo turno |  |  | Quarti di finale | Quarti di finale |
|                  |             |  |  |                 |               |  |  |                 |             |  |  |                  |                  |
|                  |             |  |  | Anversa Giants  | 2             |  |  |                 |             |  |  | Kang.s Mechelen  | 1                |
| Anversa Giants   | 1           |  |  | Landst. Hammers | 0             |  |  |                 |             |  |  | Donar Groningen  | 1                |
| Brussels         | 1           |  |  |                 |               |  |  | Anversa Giants  | 1           |  |  |                  |                  |
|                  |             |  |  |                 |               |  |  | Donar Groningen | 1           |  |  |                  |                  |
|                  |             |  |  | Donar Groningen | 2             |  |  |                 |             |  |  |                  |                  |
| Spirou Charleroi | 0           |  |  | Limburg United  | 0             |  |  |                 |             |  |  |                  |                  |
| Limburg United   | 2           |  |  |                 |               |  |  |                 |             |  |  |                  |                  |
|                  |             |  |  |                 |               |  |  |                 |             |  |  |                  |                  |
|                  |             |  |  | Mons-Hainaut    | 2             |  |  |                 |             |  |  | Leida            | 1                |
| Feyenoord        | 1           |  |  | Feyenoord       | 0             |  |  |                 |             |  |  | Lovanio Bears    | 1                |
| BAL              | 1           |  |  |                 |               |  |  | Lovanio Bears   | 1           |  |  |                  |                  |
|                  |             |  |  |                 |               |  |  | Mons-Hainaut    | 1           |  |  |                  |                  |
|                  |             |  |  | Lovanio Bears   | 2             |  |  |                 |             |  |  |                  |                  |
| Okapi Aalstar    | 2           |  |  | Okapi Aalstar   | 0             |  |  |                 |             |  |  |                  |                  |
| Aris Leeuwarden  | 0           |  |  |                 |               |  |  |                 |             |  |  |                  |                  |

|  | Semifinali       | Semifinali       | Semifinali | Semifinali | Semifinali |  |  | Finale          | Finale          | Finale | Finale | Finale |  |
|  |                  |                  |            |            |            |  |  |                 |                 |        |        |        |  |
|  | Ostenda          | Ostenda          | 82         | 78         | 160        |  |  |                 |                 |        |        |        |  |
|  | Leida            | Leida            | 84         | 88         | 172        |  |  | Leida           | Leida           | 75     | 71     | 146    |  |
|  | Heroes Den Bosch | Heroes Den Bosch | 68         | 100        | 168        |  |  | Donar Groningen | Donar Groningen | 72     | 70     | 142    |  |
|  | Donar Groningen  | Donar Groningen  | 68         | 101        | 169        |  |  |                 |                 |        |        |        |  |

### Finale
| Arbitri: | Arnoud van Bochove M Shouman Geert Jacobs |

| |            | |
| Williams 15 | Punti      | 19 Mikalauskas |
| Williams 4 | Assist     | 6 de Jong |
| Koenis 8 | Rimbalzi   | 6 Mikalauskas |
| 0 Thomas• 5 Williams• 14 Koenis• 21 Caruso• 34 Addison 1 Luke• 2 Ingram• 6 Adetunji• 9 Gavin• 12 Egekeze• 19 Brandwijk• 32 Zuidema | Formazioni | 0 Mikalauskas• 3 Midtgaard• 5 Ververs• 6 de Jong• 7 Tubutis 9 Tjon Affo• 12 Dunn• 13 van Bree• 14 Kruithof• 15 Olisemeka |
| Matthew Otten | Allenatori | Geert Hammink |

| Leida 11 giugno 2022, ore 20:00 UTC+2 Ritorno | Leida      | 71 – 70 (6-20, 19-35, 41-54) referto                                                                                               | Donar Groningen | Vijf Meihal (3000 spett.) |
| \| \| \| \| \| de Jong 18 \| Punti \| 13 Addison \| \| Ververs 2 \| Assist \| 3 Luke, Williams \| \| de Jong, Olisemeka 10 \| Rimbalzi \| 6 Brandwijk, Williams \| \| 0 Mikalauskas• 3 Midtgaard• 5 Ververs• 6 de Jong• 7 Tubutis 9 Tjon Affo• 12 Dunn• 13 van Bree• 14 Kruithof• 15 Olisemeka \| Formazioni \| 1 Luke• 5 Williams• 14 Koenis• 21 Caruso• 34 Addison 0 Thomas• 2 Ingram• 6 Adetunji• 9 Gavin• 12 Egekeze• 19 Brandwijk• 32 Zuidema \| \| Geert Hammink \| Allenatori \| Matthew Otten \| |            | |                 |                           |
| |            | |                 |                           |
| de Jong 18 | Punti      | 13 Addison |                 |                           |
| Ververs 2 | Assist     | 3 Luke, Williams |                 |                           |
| de Jong, Olisemeka 10 | Rimbalzi   | 6 Brandwijk, Williams |                 |                           |
| 0 Mikalauskas• 3 Midtgaard• 5 Ververs• 6 de Jong• 7 Tubutis 9 Tjon Affo• 12 Dunn• 13 van Bree• 14 Kruithof• 15 Olisemeka | Formazioni | 1 Luke• 5 Williams• 14 Koenis• 21 Caruso• 34 Addison 0 Thomas• 2 Ingram• 6 Adetunji• 9 Gavin• 12 Egekeze• 19 Brandwijk• 32 Zuidema |                 |                           |
| Geert Hammink | Allenatori | Matthew Otten |                 |                           |

## Squadra vincitrice
|    | Naz.                   | Ruolo | Sportivo           | Anno | Alt. | Peso |  |
| -- | ---------------------- | ----- | ------------------ | ---- | ---- | ---- |  |
| 0  | Lituania (bandiera)    | A     | Arūnas Mikalauskas | 1997 | 204  | 97   |  |
| 2  | Paesi Bassi (bandiera) | P     | Maarten Bouwknecht | 1994 | 187  |      |  |
| 3  | Danimarca (bandiera)   | C     | Asbjørn Midtgaard  | 1997 | 213  | 122  |  |
| 4  | Paesi Bassi (bandiera) | P     | Jamayro de Windt   | 2001 | 182  |      |  |
| 5  | Paesi Bassi (bandiera) | PG    | Marijn Ververs     | 1998 | 194  |      |  |
| 6  | Paesi Bassi (bandiera) | GA    | Worthy de Jong     | 1988 | 194  | 84   |  |
| 7  | Lituania (bandiera)    | AG    | Einaras Tubutis    | 1998 | 207  | 95   |  |
| 9  | Paesi Bassi (bandiera) | AG    | Quincy Tjon Affo   | 2000 | 203  |      |  |
| 10 | Paesi Bassi (bandiera) | C     | Mees van 't Hoff   | 2001 | 208  |      |  |
| 11 | Paesi Bassi (bandiera) | GA    | Kevin Jonathan     | 2002 | 201  |      |  |
| 12 | Stati Uniti (bandiera) | G     | Jhonathan Dunn     | 1998 | 193  |      |  |
| 13 | Paesi Bassi (bandiera) | AG    | Luuk van Bree      | 1996 | 206  | 102  |  |
| 14 | Paesi Bassi (bandiera) | AC    | Lucas Kruithof     | 2000 | 201  |      |  |
| 15 | Nigeria (bandiera)     | C     | Peter Olisemeka    | 1991 | 205  |      |  |
|    | Paesi Bassi (bandiera) | ALL   | Geert Hammink      |      |      |      |  |

## Premi

### Riconoscimenti individuali
| Riconoscimento                   | Giocatore                    | Squadra          |
| -------------------------------- | ---------------------------- | ---------------- |
| MVP                              | Levi Randolph                | Ostenda          |
| MVP finali                       | Worthy de Jong               | Leida            |
| MVP finali (Belgio)              | Keye van der Vuurst de Vries | Ostenda          |
| MVP finali (Paesi Bassi)         | Thomas van der Mars          | Heroes Den Bosch |
| Player of the Year (Paesi Bassi) | Worthy de Jong               | Leida            |
| Player of the Year (Belgio)      | Wen Mukubu                   | Kang.s Mechelen  |
| Rising Star (Paesi Bassi)        | Sander Hollanders            | BAL              |
| Rising Star (Belgio)             | Haris Bratanovic             | Ostenda          |
| Miglior sesto uomo               | Mikael Jantunen              | Ostenda          |
| Miglior difensore                | Worthy de Jong               | Leida            |
| Miglior allenatore (Paesi Bassi) | Geert Hammink                | Leida            |
| Miglior allenatore (Belgio)      | Kristof Michiels             | Kang.s Mechelen  |

### Quintetto ideale
- Miglior quintetto:
P: Myles Stephens ( Kang.s Mechelen)
G: Levi Randolph ( Ostenda)
AP: Wen Mukubu ( Kang.s Mechelen)
AC: Emmanuel Nzekwesi ( Mons-Hainaut)
C: Asbjørn Midtgaard ( Leida)